# 4444 Escher
A 4444 Escher (ideiglenes jelöléssel 1985 SA) a Naprendszer kisbolygóövében található aszteroida. H. U. Norgaard-Nielsen,  Leif Hansen,  Per Rex Christensen fedezte fel 1985. szeptember 16-án.